# Саламан Молчаник
Саламан Молчаник или Саламан Ћутљиви је хришћански подвижник, сиријски пустињак, преподобни светитељ из 4. века.
Податке о Саламановом животу износи Теодорит Кирски у 19. поглављу своје књиге „Историја богољубаца“.
Саламан је рођен у селу Каперсана (гр. Καπερσανα), које се налазило на западној обали реке Еуфрат. Саламан је изабрао хришћански подвиг – ћутање. На другој страни реке пронашао је мали заклон и закључао се у њему, не остављајући ни врата ни прозоре. Једном годишње се увлачио испод зида свог склоништа и доносио себи храну за целу годину, а ни са ким од људи није улазио у разговоре. Живео је веома дуго у својој келији. Епископ града коме је припадало село Каперсана, сазнавши за Саламанове врлине, дође к њему, желећи да га рукоположи за свештеника. Епископ је наредио да се пробије део зида Саламанове келије, ушао је у његову келију, положио руке на Саламана и прочитао молитву за његово рукоположење за свештеника. Учинивши Саламана свештеником, епископ је одржао опширну беседу, објаснио каква је благодат сада дата Саламану, и изашао из келије не чувши ни једну једину реч подвижника, након чега је архипастир наредио да се зид Саламанове келије поправи.
Мештани села Каперсана су ноћу прешли реку, уништили Саламанову колибу, узели га и преместили у своје село. Саламан није показао ни отпор ни пристанак. Ујутру су саградили Саламану колибу, сличну претходној, и поново га затворили у њу. Саламан је ћутао и никоме ништа није рекао. После извесног времена, мештани другог села на супротној обали реке, дошавши ноћу и разбивши колибу, одведоше Саламана Ћутљивог у своје село. Саламан се није опирао, није тражио да буде остављен, али није изразио спремност да се настани на новом месту. Теодорит Кирски пише да је на тај начин Саламан, умртвљен за земаљски живот, у најпрецизнијем смислу поновио речи апостола Павла: „Рапет сам са Христом, и више не живим ја, него Христос. живи у мени. А живот који сада живим у телу, живим вером у Сина Божијег, који ме заволе и предаде Себе за мене“ (Гал. 2:19, 20).
Црква поштује Саламана као првог светитеља који је преузео на себе подвиг ћутања, који је вршио до своје смрти 400. године.